# Пеппербокс

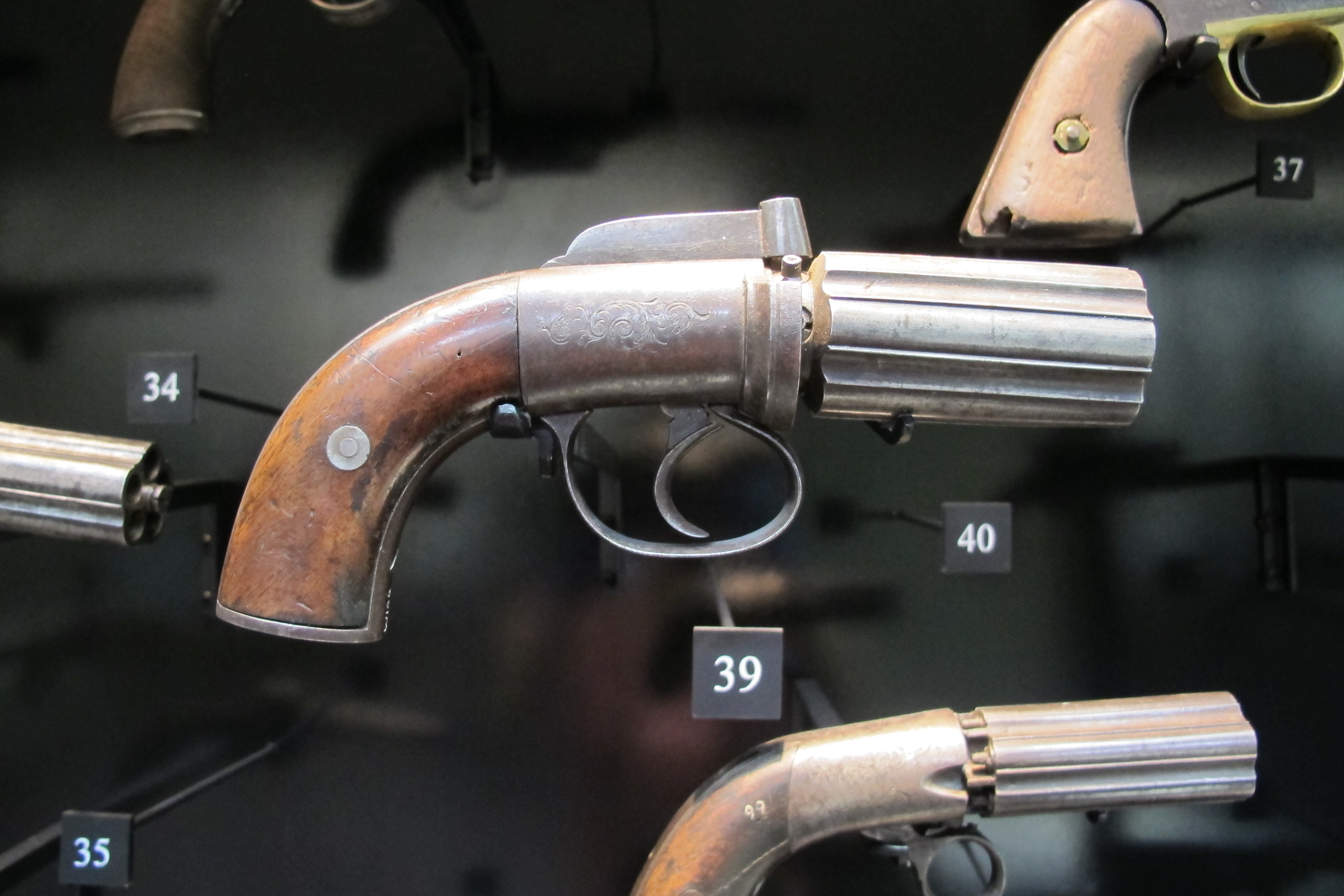
Британський 6-ствольний пеппербокс початку XIX століття.

Пеппербокс (від англ. pepper-box — «перечниця») — назва багатоствольних пістолетів, які виникли в 1780-х в США і Великій Британії та були розповсюдженими до 1850—1870-х років, коли були стрімко витіснені револьверами. Ранні "перечниці" оберталися вручну, але 
в першій половині 19 століття отримали  механізми повороту блока стволів. Після 1870-х система пеппербокса отримала деяке застосування в спеціалізованих видах пістолетів: таємного носіння, підводної стрільби, травматичної дії тощо.
Пеппербокс мав багаторазову перевагу в темпі стрільби перед звичайними пістолями (пістолетами), але часто поступався їм в дальності стрільби. Відповідно пеппербокси отримали репутацію зброї ближньої дальності стрільби на відстані до 15 метрів. Часто пеппербокси додатково оснащувалися вмонтованою холодною зброєю.